# Butler Act
Der Butler Act war ein am 21. März 1925 in Kraft getretenes und zum 1. September 1967 aufgehobenes umstrittenes Gesetz im US-amerikanischen Bundesstaat Tennessee, das Lehrkräften unter Androhung einer Strafe zwischen 100 und 500 US-Dollar als Ordnungswidrigkeit verbot, an ganz oder teilweise von Tennessee staatlich finanzierten Bildungseinrichtungen jegliche Theorie zu lehren, denen zufolge der Mensch nicht wie in der Bibel gelehrt göttlichen Ursprungs sei, sondern von einer niedrigeren Ordnung von Tieren abstamme. Das Gesetz wurde nach dem Farmer John Washington Butler benannt, der mit dem Gesetz nach eigenen Angaben die Lehre von Evolutionstheorien verhindern wollte, die er für Ungehorsam von Kindern verantwortlich sah.

## Hintergrund
Die Evolutionstheorie von Charles Darwin wurde an den meisten US-amerikanischen Schulen und Universitäten ohne Beschränkungen gelehrt, bis sich im Jahr 1925 John Washington Butler, ein Mitglied des Abgeordnetenhauses von Tennessee, dafür aussprach, das Lehren der Evolutionstheorie an allen Bildungsinstitutionen des Bundesstaates zu verbieten. Daher wurde das am 13. März 1925 verabschiedete Gesetz nach ihm Butler Act genannt. Über 40 Jahre dauerte der Streit zwischen Gegnern und Befürwortern dieses Gesetzes, bis es 1967 aufgrund der Beschwerde eines Lehrers aufgehoben wurde, da es die in den Vereinigten Staaten im 1. Zusatzartikel zur Verfassung der Vereinigten Staaten garantierte Redefreiheit beschränke. Seither darf an den Schulen die Evolutionstheorie im Unterricht wieder vollumfänglich behandelt werden.

## Der Butler Act
Nach dem Wortlaut des Gesetzes wäre es legal gewesen, zu lehren, dass Affen von Einzellern abstammen, die Mechanismen von Variation und natürlicher Auslese zu lehren, oder die vorherrschenden wissenschaftlichen Theorien über Geologie und das Alter der Erde. Es forderte auch nicht, die Schöpfungsgeschichte zu lehren. Verboten war nur, zu lehren, dass der Mensch von einer niedrigeren Art abstamme, oder sonstige Theorien zu lehren, nach denen nicht Gott, wie in der Genesis beschrieben, den Menschen geschaffen habe. Für Lehrer, die hiergegen verstießen, war eine Geldbuße von 100 bis 500 Dollar vorgesehen.
Eine Spitze der Auseinandersetzung zwischen Befürwortern und Gegnern war der Affenprozess (offiziell Tennessee vs. Scopes) vom Juli 1925. Die Bürgerrechtsorganisation American Civil Liberties Union (ACLU) ermutigte den Lehrer John Thomas Scopes zum Übertreten des Gesetzes, um es vor Gericht zu Fall zu bringen. Scopes wurde angeklagt und zu einer Geldbuße von 100 Dollar verurteilt, später aber vor dem Obersten Gericht Tennessees wegen eines Formfehlers freigesprochen. Die Befürworter des Gesetzes konnten sich zwar durchsetzen, Scopes jedoch gewann in der Öffentlichkeit große Anerkennung und Zustimmung. Mehrmals wurde versucht, dieses Gesetz rückgängig zu machen. So wurde im Jahr 1951 eine Vorlage zur Aufhebung des Gesetzes abgelehnt und auch im Jahr 1961 wurde ein entsprechender Antrag vom Repräsentantenhaus in Tennessee überstimmt.